# Kolos Ferenc Vaszary
Kolos Ferenc Vaszary O.S.B. (ur. 12 lutego 1832 w Keszthely, zm. 3 września 1915 w Balatonfüred) – węgierski duchowny katolicki, arcybiskup ostrzyhomski, prymas Węgier i kardynał.

## Życiorys
W 1847 wstąpił do zakonu benedyktynów. Profesję złożył w czerwcu 1854. Święcenia kapłańskie otrzymał 26 maja 1856. Był nauczycielem i dyrektorem gimnazjum, a od 1885 opatem w opactwie św. Marcina z Monte Pannonia.
13 grudnia 1891 otrzymał nominację na arcybiskupa Ostrzyhomia. Był więc odtąd prymasem Węgier. Sakry udzielił mu abp Luigi Galimberti, nuncjusz w Austro-Węgrzech. Kreowany kardynałem prezbiterem z tytułem Santi Silvestro e Martino ai Monti na konsystorzu 16 stycznia 1893. Brał udział w konklawe 1903. W listopadzie 1912 zrezygnował z rządów w archidiecezji i zrzekł się tytułu prymasa Węgier. Papież i cesarz przyjęli jego rezygnację 1 stycznia 1913. 
Zamieszkał w Balatonfüred i tam zmarł. Z powodu wieku i choroby nie uczestniczył w konklawe 1914.